# Valkai Ágnes
Valkai Ágnes (Lajosmizse, 1981. február 27. –) olimpikon, Európa- és világbajnok magyar vízilabdázó.

## Sikerei
Valkai Ágnes nevelő edzője Valkai Ferenc. A 2001-es Európa-bajnokságon első lett a magyar női vízilabdacsapat, a világbajnokságon egy hónappal később pedig ezüstérmes. 2002-ben Világkupa-győztesek voltak. EB-ezüstérmesek 2003-ban lettek. A athéni olimpián vízilabdában 6. helyezést érték el, 2005-ben pedig a világbajnokságon már aranyérmesek lettek. Egyszer EB ezüstérmes 2003-ban, kétszer kapott bronzérmet EB 3. helyezésért, 2006-ban és 2008-ban. A 2000. évi nyári olimpiai játékokra éppen hogy csak nem jutott ki, egyes vélemények szerint az amerikaiak elleni meccsen a bírók a magyarok ellen fújtak.[forrás?]
A 2008. évi pekingi nyári olimpián Ágnes a magyar válogatott 4. helyezése ellenére Horváth Patrícia kapussal együtt tagja lett az olimpiai All Star válogatottnak, ahová a szakmai zsűri a játékok legjobbjait jelölte. 2008-ban Ágnes Európa 2. legjobb vízilabdázója lett a LEN szerint, a szavazáson az a holland játékos előzte meg, aki az olimpiai döntőben egymaga 7 gólt dobott. Magyarországon kétszer választották az év vízilabdázójának, 2001-ben és 2006-ban.
2022-ben a MATE-Gödöllői EAC női vízilabda akadémiájának vezetője lett. 2023 novemberében beválasztották a Nemzetközi Egyetemi Sportszövetség (FISU) végrehajtó bizottságába.

## Családi háttere
Édesapja Valkai Ferenc mindhárom lánya volt már válogatott sportoló. Valkai Anna hivatásosan már nem vízilabdázik, férje a háromszoros olimpiai bajnok Kiss Gergely.[forrás?]
2012. május 24-én – a Vizipolo.hu internetes hírportálnak eljuttatott közleményében – bejelentette, hogy visszavonul, s a továbbiakban családjára és a civil életre koncentrál.

## Tanulmányai
A Budapesti Kommunikációs és Üzleti Főiskola hallgatója.

## Díjai
- Magyar Köztársasági Ezüst Érdemkereszt (2008)